# Саркандаугава
Са́рканда́угава (латыш. Sarkandaugava, в буквальном переводе — «Красная Даугава»; рус. Красная Двина, нем. Rote Düna, также Reede Duna; до начала XX века — Александровские высоты) — исторический район города Риги. Находится на правом берегу реки в Северном районе, ограничен проспектом Виестура и притоком Даугавы — Саркандаугавой, по которому и получил своё название. В русской речи приток, а также сам район и сейчас порой называют «Красная Двина».
Граничит на суше с Межапарком, Милгрависом, Брасой, Скансте, Петерсалой-Андрейсалой, по воде — с Кундзиньсалой, окрестностями Вецмилгрависа и Спилве. Район ограничен каналом Милгравис, протокой Саркандаугава, Даугавой, линией от Даугавы в районе Экспортного порта до улицы Экспорта, железной дорогой, проспектом Виестура, улицей Ледургас. Площадь района составляет 7,596 км², что примерно на 40 % больше средней площади микрорайона в Риге. По периметру граница района составляет 15,595 км. В настоящее время пространственное единство района трудно идентифицировать, поскольку он функционально связан с портовой и промышленной деятельностью, однако центром можно считать улицу Тилта, которая и в будущем сохранит своё значение.

## История
По преданиям, вплоть до XIX века приток Саркандаугава назывался «Канава наказаний»: там в XVI веке топили обвинённых в колдовстве во время «охоты на ведьм». Считалось, что ведьмы легче обычных людей и всплывают.
Ещё одна легенда гласит, что на льду притока Даугавы произошла кровопролитная битва рижан и Ливонского ордена 22 марта 1484 года. В ней сложили головы шесть военачальников ордена, 23 рыцаря попали в плен. В ходе боя был убит комтур Рижского замка, попытавшийся поджечь корабли.
Считается, что происхождение самого названия восходит к немецкому Reede Duna (рейд Двины) — во время шторма корабли заходили в узкую протоку, чтобы укрыться от непогоды. Затем название видоизменилось в Rote Duna, или Красная Двина (рус.) и Саркандаугава (латыш.).
В XVIII веке на территории нынешней Саркандаугавы находилось поместье Дунте (ныне окрестности улицы Патверсмес, то есть Приютской, названной так по близости к устроенному в начале XIX века приюту для психических больных) и многочисленные крестьянские хозяйства. Двумя этапами (в 1828 и 1861 годах) административно включён в состав Риги. С центром города его связывала улица вдоль одной из дамб Даугавы, по которой гнали скот на пастбища, названная соответственно Выгонная дамба (Ганибу дамбис).
Приток Саркандаугава и его рукава были судоходными, на их берегах селились лоцманы, грузчики, рыбаки. В 1710 году граф Александр Данилович Меншиков распорядился построить здесь шанец.
Это побудило Петра I запланировать в этом районе порт и величественный парк, планировку которого во французском стиле заказали архитектору П. Йонштейну. Это был второй заложенный Петром в Риге общественный парк, получивший соответственно название Второй Царский сад (первый был заложен вблизи Андреевской гавани). Из поместья Дунте на территорию сада завезли чернозём, затем около 30 тысяч саженцев из различных оранжерей, кирпичи и известь для будущего дворца были доставлены из Голландии. Были вырыты пруды, построены беседки. В 1723 году, после включения Лифляндии в состав Российской империи по Ништадскому миру, на месте строительства побывал император.
В 1729 году часть укреплений смыло весенним паводком, а оставшиеся валы в честь основателя крепости А. Д. Меншикова получили название Александровские Высоты.
В 1784 году на Александровских высотах построили первую в Лифляндии сахарную мануфактуру. Её владельцем был Христиан Конрад Раве, выходец из Виндавы.
Во время русско-шведской войны (1788—1790) поперёк Выгонной дамбы построили укрепление, начинавшееся от поместья Дунте и вдоль нынешней улицы Сканстес (Skanste (латыш.) — шанец) доходившее до Екатерининской дамбы.
В конце XVIII века не особенно ухоженный Второй царский сад не был отделён от протоки Красная Двина улицей, и берег реки стал местом отдыха.
В 1819 году император Александр I подарил парк городу Риге.
В 1819 году английский промышленник Ричард Хант основал на берегу протоки первую лесопилку. Тогда же к ней из города была проложена четырёхкилометровая дорога, которую в 1861 году включили в список рижских улиц под именем Паролесопильной (Dampfsägemühlen). Позднее она была разделена на 2 участка: улица Дунтес и улица Твайка (Паровая).
10 мая 1820 года попечительская общественная коллегия Лифляндии начала на Александровских высотах постройку «богоугодных учреждений», в числе которых была также первая психиатрическая здравница в Остзейском крае, которая работает по сей день. Проект лечебницы разработал архитектор Х. Ф. Брейткрейц. Всего было построено 13 зданий: одно-, двух- и трёхэтажных. Директором лечебницы стал известный врач О. Гун. В приюте планировалось размещать недееспособных и слабоумных, а также венерических больных.
В правление императора Николая I в 1827 году рядом с лечебницей был устроен также работный дом по проекту губернского архитектора Ю. A. Шпацира. Затем план уточнили специалисты Министерства внутренних дел, запланированное каменное здание было построено в 1835—1836 годах.
В 1832 году Иоганн Верман открыл первый в Лифляндии чугунолитейный завод в усадьбе Мюленгоф (ныне район пересечения улиц Аптиекас и Твайка), а затем деревообрабатывающую мануфактуру.
В 1865 году была построена пивоварня «Aldaris». Её основал выходец из Баварии Иоганн Даудер, назвав «Лесной замок» — Waldschlößchen. Первоначально здесь варили 5 сортов пива, разливавшегося в стеклянные и фарфоровые сосуды.
В 1872 году открыта железнодорожная станция Александровские высоты.
В конце XIX — начале XX века в Саркандаугаве начинают работу как крупные заводы и фабрики, например завод «Проводник», так и значительное число небольших производств. Район формируется как рабочий. Застройка идёт в основном двухэтажными деревянными домами, небольшое количество капитальных кирпичных зданий выстроено вдоль улицы Тилта.
Через микрорайон Саркандаугава проложили первый в Риге троллейбусный маршрут: Центральный рынок — Саркандаугава — Межапарк (после завершения электрификации железнодорожной линии Земитаны — Скулте маршрут разделён на два разных маршрута: № 2 Саркандаугава — Саулес дарзс и № 3 Центральный рынок — Саркандаугава). На Саркандаугаве находится 1-й троллейбусный парк.

## Достопримечательности
- Православная церковь Преображения Господня (епархиальный архитектор Аполлониус Эдельсон). Заложена в сентябре 1889 года, освящена 15 августа 1890 года[6].
- Саркандаугавская евангелическо-лютеранская церковь Святой Троицы (архитектор Иоганн Даниэль Фельско).
- Католическая церковь Христа Царя (архитектор Индрикис Бланкенбургс). Заложена в 1935 году, освящена в 1943 году, колокольня завершена в 2004 году.
- Музей культуры «Даудери» — музей одной коллекции, открыт в 1990 году. Находится на ул. Саркандаугавас, 30 в особняке «Даудери» (архитектор Фридрих Зейберлих), построенном для основателя пивного завода Иоганна Даудера[1].
- Памятник узникам концентрационного лагеря «Кайзервальд» возле Преображенской церкви, на месте, где располагался лагерь в 1943—1944 годах. Установлен 29 июня 2005 года, скульптор Солвейга Васильева[6].

## Транспорт
Автобусы
- 2 — улица Абренес — Вецмилгравис
- 11 — улица Абренес — Яунциемс — Сужи
- 19 — Саркандаугава — Букулты — Межциемс (маршрут закрыт в 2019 году)
- 24 — улица Абренес — Мангальсала
- 48 — Саркандаугава — кладбище Плявниеки
- 49 — «Man Tess» — Румбула (ходит по будням)[7]
- 58 — Пурвциемс — Вецмилгравис — Вецаки (до Вецаки только в летний сезон, в зимний конечная в Вецмилгрависе)

Троллейбусы
- 3 — Центральный рынок — Саркандаугава
- 3 — Центральный рынок — Саркандаугава — Кундзиньсала
- 3а — Центральный рынок — Саркандаугава — Межапарк; Специальный маршрут, курсирует во время мероприятий в Межапарке.

Трамваи
- 5 — Ильгюциемс — Милгравис
- 9 — «Aldaris» — Кенгарагс (ходит по будням в час пик)[8]

Электропоезд
- Станция Саркандаугава на железнодорожной линии Рига — Скулте.

## Социальные объекты
- Учебные заведения: Начальная школа Саркандаугавы, Пушкинский лицей, 18-я Рижская средняя вечерняя школа, 28-я Рижская средняя школа.
- Основные торговые центры: Maxima, Iki, Sky&More, Elvi.
- Осенью 2013 года открылся после реставрации бывший Дом культуры «Draudziba», который также стал торговым центром. В нём расположился супермаркет Mini Rimi.